# 拉伊韦斯
拉伊韦斯（義大利語：Laives），是意大利北部博尔扎诺-上阿迪杰自治省的一个市镇，位于其省会博尔扎诺的南方约8公里处。总面积24平方公里，人口16964人，人口密度706.8人/平方公里（2009年）。ISTAT代码为021040。